# Lärcheck
Lärcheck lub Lärchegg – szczyt w pasmie Kaisergebirge, części Północnych Alp Wapiennych. Leży w Austrii w kraju związkowym Tyrol. Sąsiaduje z Ackerlspitze. Szczyt można zdobyć ze schroniska Fritz-Pflaum-Hütte (1865 m).